# Cantonul Montpont-en-Bresse
Cantonul Montpont-en-Bresse este un canton din arondismentul Louhans, departamentul Saône-et-Loire, regiunea Burgundia, Franța.

## Comune
- Bantanges
- La Chapelle-Thècle
- Ménetreuil
- Montpont-en-Bresse (reședință)
- Sainte-Croix